# EL34

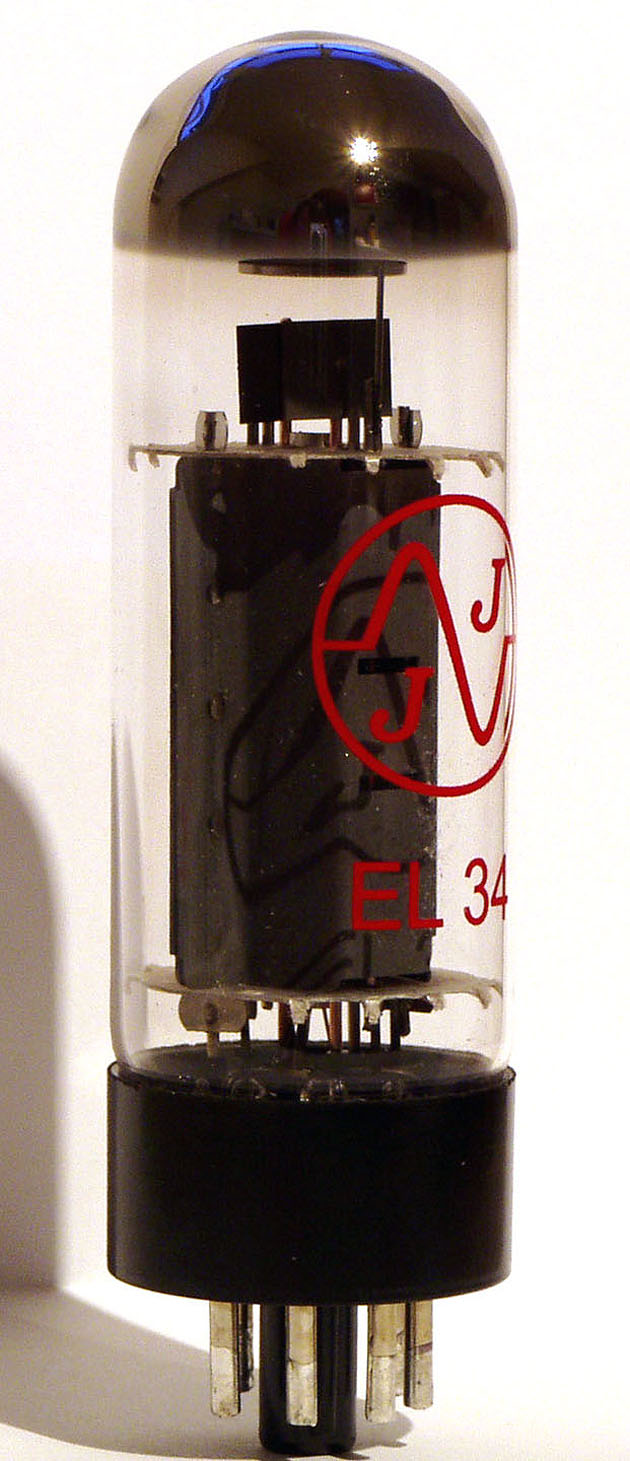
EL34 produkcji słowackiej firmy JJ Electronic

EL34 – lampa elektronowa (pentoda) o cokole oktalowym, stosowana we wzmacniaczach audio (w stopniach mocy). Została wprowadzona na rynek przez firmę Philips w 1949 r. jako różniąca się tylko cokołem wersja lampy EL60. Lampa ta była i jest wykorzystywana we wzmacniaczach zarówno akustycznych klasy hi-fi, jak i gitarowych. W Polsce stosowana była m.in. w sprzęcie firmy Fonica np. w radioli ZDZ 100/5 oraz w szafach grających (gramofonowych) M-122, M-123, M-110 Meloman.
Lampa elektronowa EL34 jest produkowana przez takie firmy jak JJ Electronic (Słowacja) czy Svetlana i Sovtek (Rosja).
Odpowiednikiem EL34 z USA jest 6CA7, a z ZSRR – 6П27С.

## Dane techniczne
Żarzenie:
- napięcie żarzenia 6,3 V
- prąd żarzenia 1,5 A

| Parametr                        | Wartość |
| ------------------------------- | ------- |
| napięcie anodowe                | 265 V   |
| prąd anodowy                    | 100 mA  |
| nachylenie charakterystyki (Sa) | 11 mA/V |
| napięcie siatki pierwszej       | -13,5 V |
| napięcie siatki drugiej         | 250 V   |

| Parametr                        | Wartość |
| ------------------------------- | ------- |
| napięcie anodowe                | 800 V   |
| moc tracona na anodzie          | 25 W    |
| prąd katodowy                   | 150 mA  |
| napięcie siatki drugiej         | 425 V   |
| napięcie włókno żarzenia/katoda | 100 V   |